# Ford Cargo
Il Ford Cargo è un autocarro pesante prodotto dalla filiale britannica della Ford a partire dal 1981.

## Profilo e contesto
Progettato come successore del più grande Ford Transcontinental, nel 1986 fu venduto anche negli Stati Uniti per sostituire il Ford Serie C.
Dopo la vendita nel 1986 della divisione veicoli commerciali della Ford Europa alla Iveco, il Ford Cargo fu venduto in Europa dal 1991, quando fu aggiornato, come Iveco Eurocargo.
Originariamente prodotta dalla Ford UK nello stabilimento di Langley dal 1981 al 1993, il Cargo è stato prodotto anche da Ford Brasil dal 1981 al 2019.
Il Ford Cargo è stato originariamente disegnato da Patrick Le Quément. Lo stile segue l'aspetto familiare della gamma di auto Ford Europa con la caratteristica griglia nera "Aeroflow" a lamelle orizzontali utilizzata anche su modelli come la Ford Escort III e la Cortina III, sulle quali Le Quement aveva già lavorato insieme a Uwe Bahnsen. Un'altra caratteristica del design sono i finestrini laterali che si estendono molto im basso come sul Volvo FL.